# Haematopota pellucida
Haematopota pellucida är en tvåvingeart som först beskrevs av Surcouf 1909.  Haematopota pellucida ingår i släktet Haematopota och familjen bromsar.
Artens utbredningsområde är Angola. Inga underarter finns listade i Catalogue of Life.